# Freedom in the Groove
Freedom in the Groove ist ein Jazz-Album des US-amerikanischen Saxophonisten Joshua Redman aus dem Jahr 1996.

## Hintergrund
Wie der Titel des Albums andeutet, versucht Redman für sich neue rhythmische Bereiche zu erkunden. Auf Freedom in the Groove gibt Redman den traditionellen Hard Bop Stil seiner ersten Alben auf und versucht sich an der Einarbeitung anderer Stile vom Gospel bis Hip-Hop nach dem Motto „Ich erkenne Musikstile, beachte aber ihre Grenzen nicht“. Bei den Stücken auf dem Album handelt es sich ausschließlich um Eigenkompositionen, die auch von Redman arrangiert wurden.
Das erste Stück, Hide & Seek, beginnt mit einer Einleitung, bei dem Redman aus überblasenen Tönen und Zungenschlägen in einen funkigen Groove überleitet. Bei On Shining Soul handelt es sich um eine  R&B-Adaption. Streams of Consciousness ist ein mehr zeitgenössisches Stück, während Home Fries eher bluesig und Invocation im Stile eines Gospels gehalten ist. Das Quintett, bestehend aus Redman, dem Gitarristen Peter Bernstein, dem Pianisten Peter Martin, dem Bassisten Christopher Thomas sowie Schlagzeuger Brian Blade, spielt (bis auf Peter Bernstein) rein akustische Instrumente.

## Rezeption
Leo Stanley schrieb bei Allmusic über das Album:

“As the title suggests, Joshua Redman explores new rhythmic territory on Freedom in the Groove. Abandoning the traditional hard bop that has dominated his past recordings, Redman attempts to work himself into hip-hop and urban dance rhythms, which results in an occasionally intriguing but often frustrating Album...Too often, the record sounds forced and stilted, which is unfortunate, since jazz/hip-hop fusion need a musician of Redman's caliber to make it credible in the jazz world.”

„Wie der Titel schon vermuten lässt, erforscht Joshua Redman neue rhythmische Gebiete auf Freedom in the Groove. Unter Verzicht auf traditionellen Hard Bop, der seine bisherigen Aufnahmen dominiert hat, versucht Redman, sich in Hip-Hop und Urban Dance-Rhythmen einzuarbeiten, was in einem zeitweise faszinierenden, aber oft frustrierenden Album resultiert...Allzu oft wirkt das Album gezwungen und gekünstelt, was schade ist, da die Jazz / Hip-Hop-Fusion ein Musiker vom Kaliber Redmans braucht, um glaubwürdig in der Welt des Jazz zu sein.“

## Titelliste
1. Hide and Seek – 5:36
2. One Shining Soul – 8:13
3. Streams of Consciousness – 8:52
4. When the Sun Comes Down – 7:15
5. Home Fries – 4:44
6. Invocation – 10:03
7. Dare I Ask? – 6:06
8. Cat Battles – 5:40
9. Pantomime – 7:28
10. Can't Dance – 5:10